# Palacio de Ehrenburg
El palacio de Ehrenburg (del alemán: Schloss Ehrenburg) es un palacio en Coburgo, Alemania.
El palacio fue construido por Juan Ernesto, duque de Sajonia-Coburgo, en 1543. La nueva ciudad se erigió en torno de un monasterio franciscano disuelto.
En 1690 un incendio destruyó la parte norte del palacio. Esto fue una oportunidad para el duque Alberto V de Sajonia-Coburgo, quien mandó construir un nuevo palacio en estilo barroco en 1699.
En el siglo XIX, Ernesto I hizo rediseñar el palacio al arquitecto Karl Friedrich Schinkel en estilo neogótico.

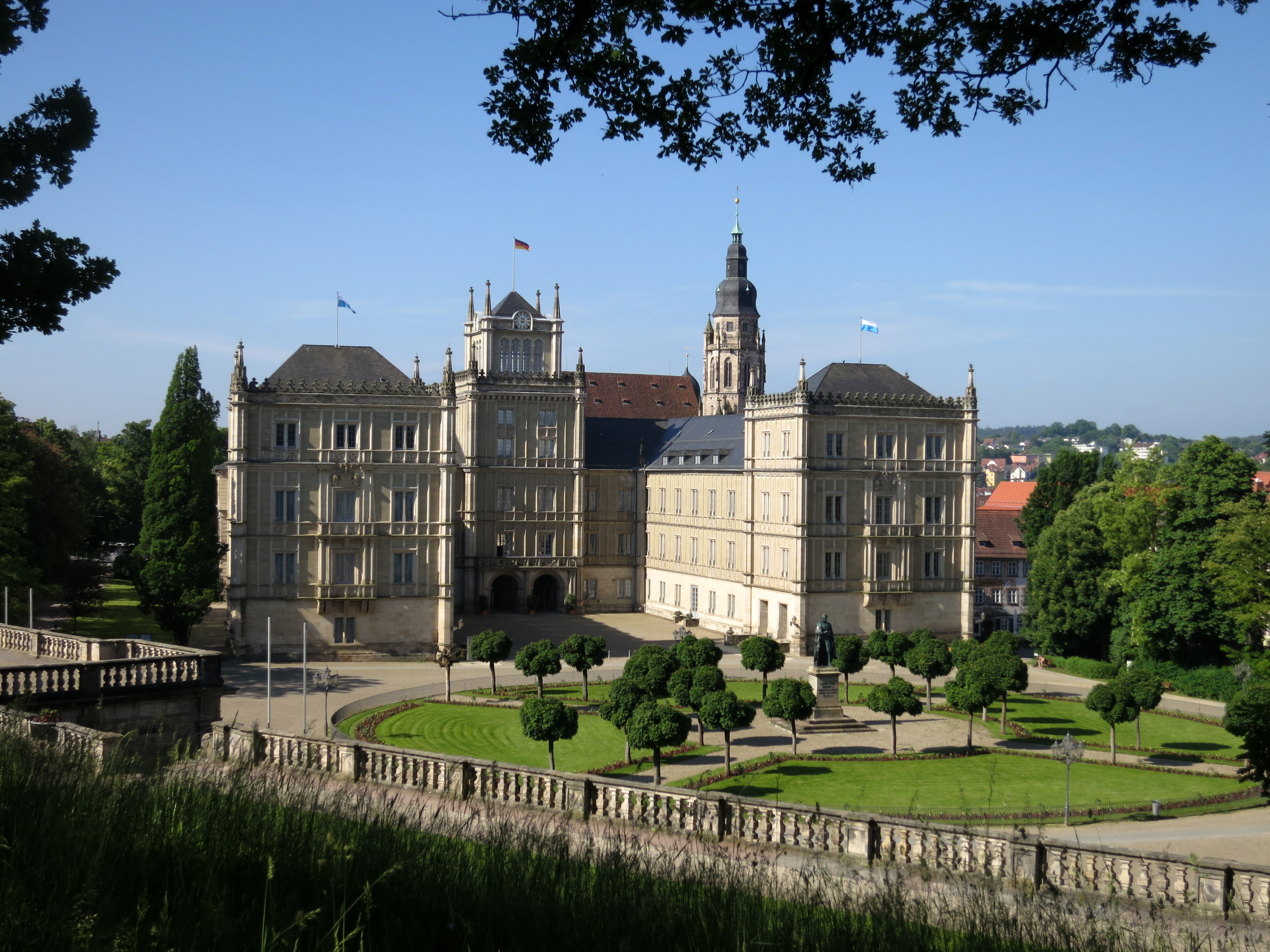
Palacio de Ehrenburg en 2013

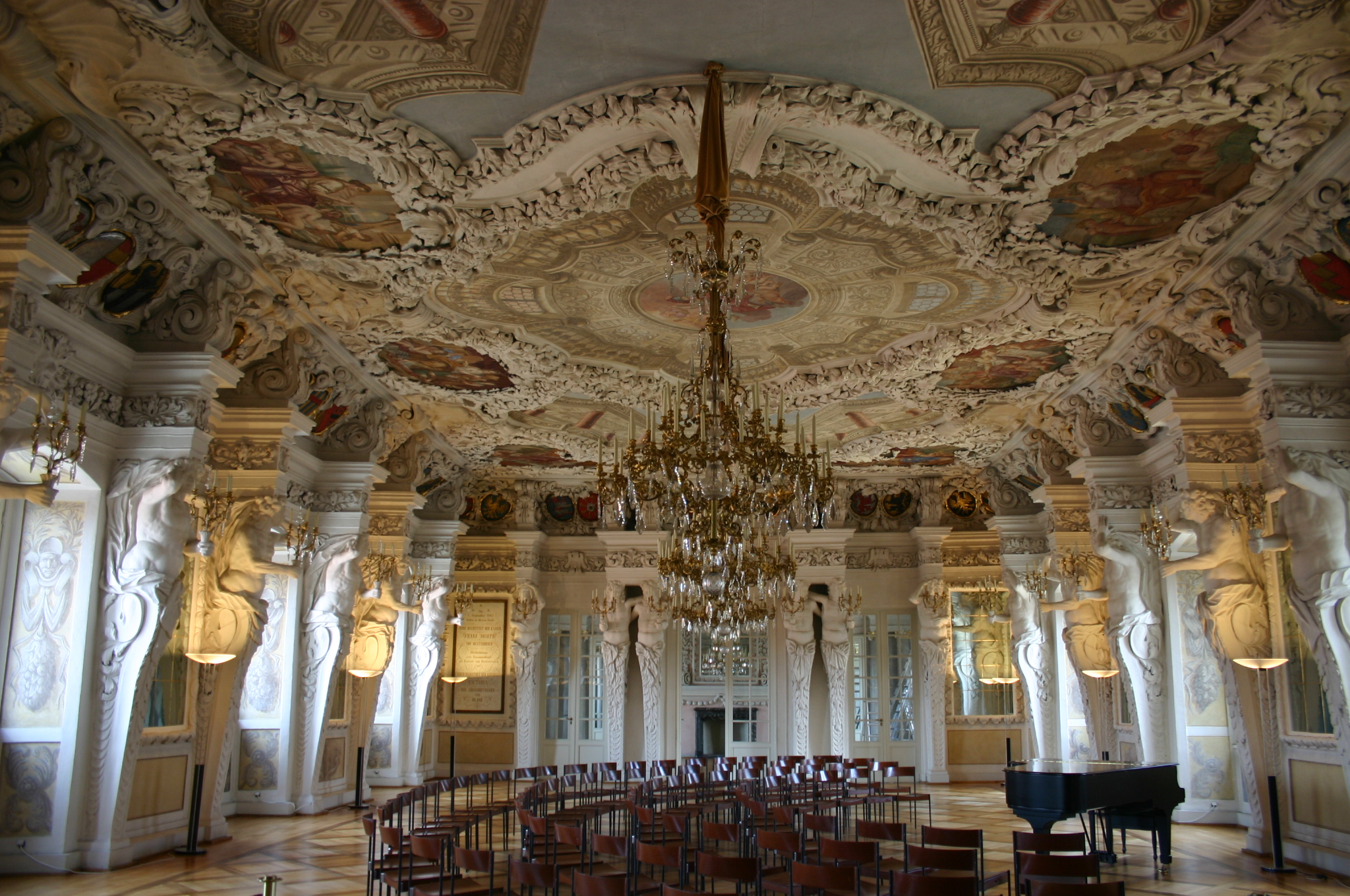
Salón de los Gigantes.

Debido a que el palacio era el hogar de la Casa Ducal de Sajonia-Coburgo-Gotha (previamente Sajonia-Coburgo-Saalfeld), en ella tuvieron lugar muchos acontecimientos reales. En 1860 la reina Victoria del Reino Unido (cuya madre y marido habían crecido en este palacio) se encontró con el emperador austríaco Francisco José I de Austria por primera vez en el Salón de los Gigantes (una placa marca la ocasión).
En 1894, asistieron a una boda real en Coburgo la reina Victoria, su hijo el futuro rey Eduardo VII, su nieto el rey Jorge V, su hija la Emperatriz Federica, su otro nieto el Káiser Guillermo II de Alemania, el sobrino de su hijo el zar Nicolás II de Rusia (con su nieta, la futura zarina Alejandra), y otros miembros de la realeza de Inglaterra, Grecia, Bélgica, Rumania, Portugal y otros países.
El palacio es utilizado como museo en la actualidad.